# Schweiz ved vinter-OL 2014
Schweiz deltog ved vinter-OL 2014 i Sotji, som blev arrangeret i perioden 7. til 23. februar 2014.

## Medaljer
| 2014 Sotji | Guld | Sølv | Bronze | Total |
| Schweiz    | 6    | 3    | 2      | 11    |

Langrendsløberen Dario Cologna fik to guldmedaljer i henholdsvis 15 km klassisk stil og 30 km jagtstart. Schweiz vandt bronze i kvindernes ishockeyturnering.